# Tammy Grimes
Tammy Lee Grimes (30 de enero de 1934 - 30 de octubre de 2016) fue una actriz de cine y teatro estadounidense.
Grimes ganó dos premios Tony en su carrera, el primero por el papel de Molly Tobin en el musical The Unsinkable Molly Brown y el segundo por protagonizar una reposición de Private Lives en 1970 como Amanda Prynne. 
Su exesposo, Christopher Plummer, y su hija, la actriz Amanda Plummer, también son ganadores del premio Tony.
Interpretó el papel de Diana en la producción de Broadway de California Suite. Ese mismo papel fue interpretado en la película por Maggie Smith, quien ganó un Oscar por su interpretación.
Grimes interpretó el papel de Elmire en la producción televisiva y de Broadway de 1978 Tartuffe. También tuvo papeles en varias obras de Noël Coward, incluyendo Elvira en High Spirits y Lulu en Look After Lulu! En 1966, protagonizó su propia serie de televisión, The Tammy Grimes Show. Grimes también era conocida por sus actos de cabaret. En 2003, fue incluida en el Salón de la Fama del Teatro Americano.

## Primeros años
Grimes nació el 30 de enero de 1934 en Lynn, Massachusetts, hija de Eola Willard (de soltera Niles), naturalista y espiritista, y Luther Nichols Grimes, posadero, gerente de un club de campo y agricultor.
Asistió a la escuela secundaria en la escuela para niñas, Beaver Country Day School, y luego en Stephens College. Estudió actuación en el Neighborhood Playhouse de la ciudad de Nueva York. Estudió canto con Beverley Peck Johnson.

## Carrera
Conocida por una voz comparada con una sierra circular, hizo su debut en el escenario de Nueva York en el Neighborhood Playhouse en mayo de 1955 en Jonah and the Whale.
Hizo su debut en los escenarios de Broadway como suplente de Kim Stanley en el papel de Bus Stop en junio de 1955.
En 1956, apareció en la producción fuera de Broadway, The Littlest Revue, y tuvo el papel principal en 1959 en la producción de Broadway de la obra de Noël Coward, ¡Cuida de Lulu!, luego de que el dramaturgo la descubriera en un club nocturno.
Protagonizó la comedia musical de 1960 The Unsinkable Molly Brown, por la que ganó un premio Tony (Mejor actriz destacada en un musical, aunque era el papel principal) por lo que The New York Times llamó su actuación "flotante". Interpretó al personaje principal, una millonaria minera occidental que sobrevivió al hundimiento del Titanic. En 1964, apareció en el episodio "The He-She Chemistry" del drama de CBS de Craig Stevens, Mr. Broadway. Hizo dos apariciones en la serie de televisión Route 66 de principios de los años 60.
El 16 de mayo de 1960, Grimes actuó y cantó como Mehitabel en una versión abreviada del musical Archy and Mehitabel como parte de la serie de antología de televisión sindicada Play of the Week presentada por David Susskind y coescrita por Mel Brooks y Joe Darion. El elenco incluía a Eddie Bracken (quien repitió el papel en la versión animada de 1970 Shinbone Alley con Carol Channing en el papel de Mehitabel) y Jules Munshin. Grimes fue elegida originalmente para interpretar el papel que se le dio a Elizabeth Montgomery en la exitosa comedia televisiva Bewitched, pero ella rechazó la oferta y prefirió protagonizar The Tammy Grimes Show. Apareció en el drama televisivo Route 66 el 13 de diciembre de 1963, en un episodio titulado "Come Home Greta Inger Gruenschaffen".
En 1964, apareció en Broadway como Elvira Condomine en High Spirits, una versión musical de Blithe Spirit de Noel Coward.
En 1966, Grimes protagonizó su propia serie de televisión de ABC, The Tammy Grimes Show, en la que interpretó a una heredera moderna a la que le encantaba gastar dinero. Al recibir una reacción crítica desfavorable y calificaciones bajas, duró solo un mes, aunque ya se habían realizado seis episodios adicionales.
Al regresar a los escenarios de Broadway en 1969 después de casi una década de actuar en lo que The New York Times llamó "delicias dudosas", Grimes apareció en una reposición de Private Lives de Noël Coward como Amanda, ganando el premio Tony a la mejor actriz. Clive Barnes en una reseña del New York Times calificó su actuación como "escandalosamente atractiva. Ella juega todos los trucos baratos en el libro histriónico con aplomo supremo y confianza adorable. Su voz gime, ronronea, balbucea; gesticula con los ojos, casi grita con el pelo. Es toda una mujer cursi e imposible, una farsante adorable con un toque de tigresa, tan ridículamente artificial que tiene que ser real".
Fue miembro de la compañía de actuación del Festival de Stratford de Canadá en 1956 y regresó nuevamente en 1982 para aparecer como Madame Arcati en Blithe Spirit.
Además de aparecer en varias series de televisión y películas, Grimes también actuó en varios clubes nocturnos de la ciudad de Nueva York y grabó varios álbumes de canciones. Recitó poesía como parte de un acto en solitario de 1968 en la Sala Persa del Hotel Plaza. Su voz se puede escuchar en dúos románticos en algunos de los álbumes de antología de canciones de Broadway de Ben Bagley bajo su sello discográfico Painted Smiles.
En 1982, presentó la última temporada de CBS Radio Mystery Theatre reemplazando a EG Marshall, quien había presentado el programa desde que comenzó en 1974. En 1983, Grimes fue despedida de su papel coprotagonista en la obra de Neil Simon Actors and Actrices, según se informa debido a la incapacidad de aprender sus líneas.
En 1974, Grimes proporcionó la voz de Albert, el ratón de mente cerebral que no cree en Santa Claus, en el especial navideño anual de televisión animado de Rankin-Bass, Twas the Night Before Christmas.
Más tarde trabajó con Rankin/Bass nuevamente para The Last Unicorn de 1982. En 1980, protagonizó la producción original de Broadway del musical 42nd Street. En 2003, Grimes fue incluido en el Salón de la Fama del Teatro Americano. También apareció en el elenco rotativo de la lectura fuera de Broadway de Wit & Wisdom.
En diciembre de 2003, la Noël Coward Society invitó a Grimes a ser la primera celebridad en poner flores en la estatua de Sir Noël Coward en el Gershwin Theatre de Manhattan para celebrar el 104 cumpleaños de "The Master". En 2004, se unió a la compañía de Tasting Memories, una "compilación de deliciosas ensoñaciones en poesía, canción y prosa", con un elenco rotativo estelar que incluye a Kitty Carlisle Hart, Rosemary Harris, Philip Bosco, Joy Franz y Kathleen Noone. 
En 2005, Grimes trabajó con el director Brandon Jameson para dar voz al homenaje de UNICEF a Sesame Workshop, ganador de múltiples premios. Dos años más tarde, volvió a los escenarios de cabaret en un espectáculo unipersonal aclamado por la crítica. Por esta época, fue votada como vicepresidenta de la Sociedad Noël Coward.

## Vida personal
Grimes se casó con Christopher Plummer el 16 de agosto de 1956, con quien tuvo una hija, la actriz Amanda Plummer. Se divorciaron en 1960.
Su segundo marido fue el actor Jeremy Slate, con quien se casó en 1966 y se divorció un año después. Su tercer marido fue el compositor Richard Bell; permanecieron juntos hasta la muerte de Bell en 2005.
En 1965, Grimes llegó a los titulares después de haber sido golpeada y herida dos veces en cuatro días en la ciudad de Nueva York, por lo que se describió como " racistas blancos". Según un informe, ella creía que los ataques estaban relacionados con su asociación con varios artistas negros y las recientes apariciones en público con Sammy Davis Jr., de quien se decía que estaba montando un acto en un club nocturno para ella.

## Muerte
Grimes murió el 30 de octubre de 2016 en Englewood, Nueva Jersey, a los 82 años por causas naturales. Sus sobrevivientes incluyen a su hermano Nick y su hija Amanda.

## Premios
- Premio Obie a la mejor actriz - Clerambard (1958)
- Premio Theatre World - Cuida de Lulu (1959)
- Premio Tony a la mejor actriz destacada en un musical : The Unsinkable Molly Brown (1961)
- Premio Tony a la mejor actriz en una obra de teatro - Private Lives (1970)

## Discografía
Grimes lanzó tres sencillos únicos conocidos durante la década de 1960, ninguno de los cuales llegó a las listas:
- "Hogar, dulce cielo" / " Será mejor que me ames " ( ABC-Paramount 10551) 1964, de High Spirits, 1964
- "The Big Hurt" / "Nadie necesita tu amor más que yo" ( Reprise 0487), 1966
- "Realmente amaba a Harold" / "Padre O'Conner" ( Buddah 99), 1969

Su álbum debut como solista, Julius Monk presenta a Tammy Grimes (1959), incluía la música de su espectáculo unipersonal en el club nocturno de Nueva York Downstairs at the Upstairs. El álbum fue relanzado en el sello AEI en 1982. Grabó dos álbumes para Columbia Records, Tammy Grimes (CS-8589 estéreo/CL 1789 mono) en 1962 y The Unmistakable Tammy Grimes (CS 8784 estéreo/CL 1984 mono) en 1963. En 2004, el sello de CD Collectables obtuvo la licencia de ambos LP de Sony Music y lanzó la combinación como The Unmistakable Tammy Grimes (Collectables CD 7649).
Aparece en las siguientes grabaciones del elenco original: The Littlest Revue, The Unsinkable Molly Brown, High Spirits, 42nd Street y Sunset, así como un álbum de elenco de televisión de la versión televisada de 45 minutos de Broadway de George M. Cohan.. Todos han sido lanzados en CD, aunque High Spirits ahora está agotado.[cita requerida]
Grimes hizo la narración introductoria para la retransmisión estadounidense de la producción de radio de 1981 de la BBC de El Señor de los Anillos. Grabó un álbum de cuentos infantiles, leído en voz alta, llamado ¡Hurra por la capitana Jane! en 1975.

## Trabajos
|  | - Three Bites of the Apple (1967) – Angela Sparrow - Arthur? Arthur! (1969) – Lady Joan Mellon - NBC Children's Theater: “Super Plastic Elastic Goggles" (1971) - Play It as It Lays (1972) – Helene - The Horror at 37,000 Feet (1973, TV Movie) – Mrs. Pinder - The Borrowers (1973, TV Movie) – Homily Clock - Somebody Killed Her Husband (1978) – Audrey Van Santen - The Runner Stumbles (1979) – Erna Webber - Can't Stop the Music (1980) – Sydney Channing - The Last Unicorn (1982) – Molly Grue (voice) - The Stuff (1985) – Special Guest Star in Stuff Commercial - America (1986) – Joy Hackley - Mr. North (1988) – Sarah Baily-Lewis - Slaves of New York (1989) – Georgette - Backstreet Justice (1994) – Mrs. Finnegan - A Modern Affair (1995) – Dr. Gresham - Trouble on the Corner (1997) – Mrs. K - High Art (1998) – Vera - My Little Pony Escape from Katrina (1985) – Katrina | - The Littlest Revue (1956) - Look After Lulu (1959) - The Unsinkable Molly Brown (1960) - Rattle of a Simple Man (1963) - High Spirits (1964) - The Only Game in Town (1968) - Private Lives (revival) (1969) - A Musical Jubilee (1975) - California Suite (1976) - Tartuffe (revival)(1977) - Trick (1979) - 42nd Street (1980) - Sunset (1983) - Orpheus Descending (revival) (1989) - Wit & Wisdom (2003) |